# Lées (Lannux)
Der Lées (im Oberlauf: Grand Lées) ist ein Fluss in Frankreich, der in den Regionen Nouvelle-Aquitaine und Okzitanien verläuft. Er entspringt im Gemeindegebiet von Sedzère und entwässert generell Richtung Nord bis Nordwest. In der Nähe von Mascaraàs-Haron nimmt er von links den Nebenfluss Petit Lées auf und wird ab hier nur mehr Lées genannt. Er mündet nach insgesamt rund 39 Kilometern im Gemeindegebiet von Lannux als linker Nebenfluss in den gleichnamigen Fluss Lées. Auf seinem Weg durchquert der hier beschriebene Fluss die Départements Pyrénées-Atlantiques und Gers. Auf einer Länge von rund 1,5 Kilometern berührt er auch das Département Landes.

## Orte am Fluss
(Reihenfolge in Fließrichtung)
- Abère
- Monassut-Audiracq
- Lussagnet-Lusson
- Lannecaube
- Mascaraàs-Haron
- Projan
- Ségos

## Verwechslungsgefahr
Die Bezeichnung Lées wird in dieser Umgebung auch für andere Toponyme verwendet. Im beschriebenen Flussverlauf gibt es folgende gleichnamige oder ähnliche Zuflüsse, die nicht mit dem Hauptbegriff verwechselt werden dürfen:
- Petit Lées (Mascaraàs) mündet in der Nähe von Mascaraàs-Haron von links in den der hier beschrieben Fluss Lées (Lannux), siehe auch Petit Lées bei SANDRE (französisch)
- Lées, Hauptfluss, in den der hier beschrieben Fluss Lées (Lannux) mündet, siehe auch Lées bei SANDRE (französisch)
  - Petit Lées (Baleix) mündet bei Balaix von links in den Hauptfluss, siehe auch Petit Lées bei SANDRE (französisch)
  - Petit Lées (Lembeye) mündet bei Lembeye von rechts in den Hauptfluss, siehe auch Petit Lées bei SANDRE (französisch)